# Kentucky v Afriki
Kentucky v Afriki (angleško: Kentucky in Africa) je bila kolonija osvobojenih afroameriških sužnjev v današnjem okraju Montserrado v Liberiji. 
Leta 1828 je bila ustanovljena podružnica Ameriške kolonizacijske družbe v zvezni državi Kentucky, njeni člani pa so zbrali denar za prevoz kentuckyjskih črncev — prostovoljcev in sužnjev, osvobojenih pod pogojem, da zapustijo Združene države — v Afriko. Društvo Kentucky je kupilo zemljišče ob reki Saint Paul (v bližini današnje prestolnice Monrovija), veliko 100 km2, in ga poimenovalo Kentucky v Afriki. Clay-Ashland je bilo glavno mesto kolonije.
Med pomembnimi prebivalci Kentuckyja v Afriki je William D. Coleman, 13. predsednik Liberije, čigar družina se je po priselitvi iz okrožja Fayette v Kentuckyju naselila v Clay-Ashlandu. V Clay-Ashlandu je živel tudi Alfred Francis Russell, deseti predsednik Liberije.
Kentucky v Afriki je bil leta 1847 priključen Liberiji.